# Phil Daniels
Philip Daniels (né le 25 octobre 1958 à Islington, Londres), est un acteur anglais. Surtout connu pour le rôle de Jimmy dans Quadrophenia, Richards dans Scum, Kevin Wicks dans EastEnders, et pour ses collaborations avec le groupe Blur.

## Carrière
Phil Daniels fait des apparitions dans beaucoup de films et de séries télé. Il fait ses débuts en 1976, alors âgé de 18 ans, comme serveur dans Bugsy Malone.
Ses principaux films sont Quadrophenia, Breaking Glass, et Scum. À la télévision il est apparu dans diverses séries et téléfilms. Dans les années 1970, il est remarqué dans la série télé dramatique Raven.
Son intérêt pour la musique est révélé quand il joue dans Billy the Kid and the Green Baize Vampire en 1985. Il collabore aussi avec le groupe Blur sur les albums Parklife et Think Tank.
Par ailleurs, il participe au film d'animation Chicken Run dans lequel il fait la voix d'un rat. Ces dernières années, il s'est tourné vers la comédie, apparaissant dans la série Sunnyside Farm, et aux côtés de Al Murray dans le sitcom culte Time Gentlemen Please. Il joue également le rôle de Freddy Windrush dans un épisode de Gimme Gimme Gimme (Series 2 Épisode 3 - "Prison Visitor").
Phil Daniels joue sur scène avec la Royal Shakespeare Company dans des pièces telles que The Merchant of Venice, The Jew of Malta et L'Orange mécanique. En 2004, il apparait dans la comédie dramatique de la BBC Outlaws dans un rôle de criminel (l'avocat).
En 2006, il rejoint le casting du populaire soap opera de la BBC EastEnders, avec le rôle de Kevin Wicks. L'acteur quitte temporairement la série au début de l'année 2007, mais il revient en mars de la même année. Le 18 août 2007, on apprend dans The Sun que Phil a définitivement quitté la série. Son personnage meurt dans un accident de voiture le 31 décembre 2007.

## Filmographie

### Cinéma
- 1976 :  Du rififi chez les mômes (Bugsy Malone) d'Alan Parker : le serveur qui renverse les spaghettis
- 1978 : L'École ras-le-bol (The Class of Miss MacMichael) de Silvio Narizzano : Stewart
- 1979: Scum : Richards
- 1979 :Quadrophenia de Franc Roddam : Jimmy Cooper
- 1979 : Zulu Dawn : Pullen
- 1980 : Breaking Glass : Danny
- 1984 : Meantime : Mark
- 1985 : Billy the Kid and the Green Baize Vampire : Billy the Kid
- 1985 : The Bride : Bela
- 1998 : Still Crazy : De retour pour mettre le feu : Neil Gaydon
- 2000 : Chicken Run : Fletcher
- 2006 : Libérez Jimmy (Free Jimmy) : Gaz
- 2008 : Weekes' Revenge : Brian Harris

### Télévision
- 1976 : The Molly Wopsies : Alan Musgrove
- 1976 : Four Idle Hands : Mike Dudds
- 1977 : Raven : Raven
- 1978 : The Class of Miss MacMichael : Stewart
- 1981 : A Midsummer Night's Dream : Puck
- 1982 : I Remember Nelson : Will Blackie
- 1985 : The Pickwick Papers : Sam Weller
- 1993 : Bad Behaviour : Nunn Brother
- 1995 : One Foot In The Grave : The Wisdom Of The Witch : Melvin
- 1997 : Sunnyside Farm : Raymond Sunnyside
- 1997 : Holding On : Gary Rickey
- 1999 : Sex, Chips & Rock n' Roll : Larry Valentine
- 2000 : Nasty Neighbours : Robert Chapman
- 2001 : Time Gentlemen Please : Terry
- 2000 : Gimme Gimme Gimme : Freddy (Fritz) Windrush (Episode: "Prison Visitor")
- 2000 : Goodbye Charlie Bright : Eddie
- 2004 : The Long Firm : Jimmy
- 2004 : Outlaws : Bruce Dunbar
- 2005 : Wickham Road : Narrator
- 2006 - 2008 : EastEnders : Kevin Wicks
- 2011 : Hercule Poirot (série TV, épisode Les Pendules) : Inspecteur Hardcastle

## Théâtre
- Fresh Kills
- True West
- The Green Man
- A Winter's Tale
- Dealers Choice
- Carousel
- The Closing Number
- Johnny Oil Strikes Back
- The Lucky Ones
- The Merchant of Venice
- The Jew of Malta
- Measure for Measure
- The Revenger's Tradegy
- L'Orange mécanique
- Rosencrantz et Guildenstern sont morts